# Kokain
Kokain is een lied gecomponeerd door de Noorse componist Christian Sinding. Het is een cabaretachtig lied, terwijl Sinding nu juist bekend is om zijn serieuze liederen. Wellicht zag Sinding de toekomst somber in; op latere leeftijd werd Sinding ingehaald door de tijd. Hij schreef een aanklacht tegen de industrialisatie met steeds meer machines en steeds minder mensen/menselijkheid/gevoel. (Alt hva jeg ser er maskiner; overal waar ik kijk zie ik machines). Hij probeert nog enig gevoel in zijn lijf te krijgen, vergiftigd met cocaïne. Einar Rose zong het lied voor het eerst in het Mayol-teatret.    